# 2. ceremonia wręczenia nagród British Academy Games Awards
2. ceremonia wręczenia nagród British Academy Games Awards za rok 2003 i początek 2004 roku odbyła się we wtorek 1 marca 2005 roku w London's Café Royal w Londynie. Galę poprowadził brytyjski dziennikarz Jonathan Ross. Half-Life 2 zdobyło najwięcej nominacji (8) oraz nagród (6), w tym nagrodę za najlepszą grę roku.

## Zwycięzcy i nominowani

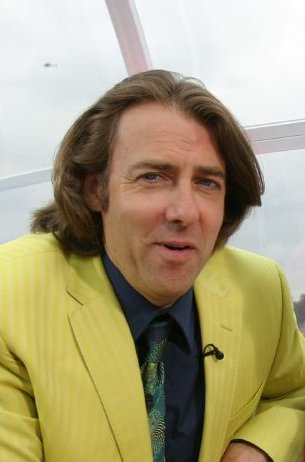
Jonathan Ross – dziennikarz radiowy i krytyk filmowy. Był gospodarzem 2. ceremonii rozdania BAFTA Games Awards.

Half-Life 2 zdobyło w czasie ceremonii najwięcej nominacji i nagród, w tym nagrodę dla najlepszej gry.

Zwycięskie gry zostały wyróżnione pogrubioną czcionką

### Nagrody BAFTA – Kategorie konkurencje
| Animacja (Animation) - Half-Life 2 - Grand Theft Auto: San Andreas - Halo 2 - Jak 3 - Killzone - Onimusha 3                                                              | Gamecube (Gamecube) - Prince of Persia: Dusza wojownika - Donkey Konga - Mario Kart: Double Dash!! - Metroid Prime 2 - Second Sight - Tiger Woods PGA Tour 2005                                                               |
| Gra akcji (Action Game) - Half-Life 2 - Ratchet And Clank 3 - Metroid Prime 2 - Grand Theft Auto: San Andreas - Halo 2 - Kroniki Riddicka: Ucieczka z Butcher Bay        | Gra dla dzieci (Children’s) - Donkey Konga - Eyetoy: Groove - Eyetoy: Play 2 - Shrek 2 - SingStar - Sly Raccoon II |
| Gra mobilna (Mobile) - Bluetooth ® BiPlanes - Colin McRae Rally 2005 - Fatal Force – Earth Assault - 3D Pool - Tiger Woods PGA Tour 2005 - Ancient Empires               | Gra na konsolę przenośną (Handheld) - Colin McRae Rally 2005 - Fire Emblem - Harry Potter i więzień Azkabanu - The Legend of Zelda: The Minish Cap - Pokémon FireRed i LeafGreen - Star Wars Trilogy: Apprentice of the Force |
| Gra sportowa (Sports) - Pro Evolution Soccer 4 - FIFA Football 2005 - Mario Golf: Advance Tour - Tiger Woods PGA Tour 2005 - Tony Hawk’s Underground 2 - WRC 4           | Gra wyścigowa (Racing) - Burnout 3: Takedown - FlatOut - Mario Kart: Double Dash!! - Need for Speed II - Rallisport Challenge 2 - WRC 4                                                                                       |
| Multiplayer (Multiplayer) - Half-Life 2 - Burnout 3: Takedown - Far Cry - Halo 2 - Ratchet And Clank 3 - Tom Clancy’s Splinter Cell: Pandora Tomorrow                    | Najlepsza gra (Best Game) - Half-Life 2 - FIFA Football 2005 - Football Manager 2005 - Grand Theft Auto: San Andreas - Halo 2 - Pro Evolution Soccer 4                                                                        |
| Oryginalna muzyka (Original Music) - Hitman: Kontrakty - Demon Stone' - Evil Genius - Fable: Zapomniane opowieści - Harry Potter i więzień Azkabanu - Rome: Total War    | Oryginalność (Originality) - SingStar/SingStar Party - Donkey Kong - Fable: Zapomniane opowieści - Second Sight - Sid Meier’s Pirates! - Animal Crossing: Wild World                                                          |
| Osiągnięcie w udźwiękowieniu (Audio Achievement) - Call of Duty: Finest Hour - Demon Stone - DJ Decks And FX: House Edition - Doom 3 - Manhunt - SingStar/SingStar Party | PC (PC) - Half-Life 2 - Doom 3 - Far Cry - Myst IV: Objawienie - Rome: Total War - The Sims 2 |
| PS2 (PS2) - Burnout 3: Takedown - Call of Duty: Finest Hour - Eyetoy: Play 2 - Grand Theft Auto: San Andreas - SingStar/SingStar Party - Tom Clancy’s Ghost Recon 2      | Reżyseria artystyczna (Art Direction) - Half-Life 2 - Burnout 3: Takedown - Doom 3 - Killzone - Onimusha 3 - Prince of Persia: Dusza wojownika                                                                                |
| Reżyseria techniczna (Technical Direction) - Burnout 3: Takedown - Doom 3 - Eye Toy: Play 2 - Half-Life 2 - Metroid Prime 2 - Pikmin 2                                   | Xbox (Xbox) - Halo 2 - Burnout 3: Takedown - Fable: Zapomniane opowieści - Grand Theft Auto: Double Pack (III+VC) - Kroniki Riddicka: Ucieczka z Butcher Bay - Tom Clancy’s Ghost Recon 2                                     |
| Źródło: BAFTA.org, Gry-Online | |

### Nagroda specjalna BAFTA
- Sam Houser i Leslie Benzies (Rockstar Games)

### Sunday Times Reader Award For Games
Zwycięzca został wyłoniony w głosowaniu publicznym.
- Football Manager 2005
  - Grand Theft Auto: San Andreas
  - Half-Life 2
  - Halo 2
  - Pro Evolution Soccer 4
  - FIFA Football 2005

## Gry, które otrzymały wiele nagród lub nominacji
| Nominacje | Gra                                      |
| --------- | ---------------------------------------- |
| 8         | Half-Life 2                              |
| 6         | Burnout 3: Takedown                      |
| 6         | Halo 2                                   |
| 4         | Soulcalibur II                           |
| 4         | The Legend of Zelda: The Wind Waker      |
| 5         | Grand Theft Auto: San Andreas            |
| 4         | Doom 3                                   |
| 4         | SingStar/SingStar Party                  |
| 3         | Donkey Konga                             |
| 3         | EyeToy: Play 2                           |
| 3         | FIFA Football 2005                       |
| 3         | Metroid Prime 2: Echoes                  |
| 3         | Pro Evolution Soccer 4                   |
| 3         | Tiger Woods PGA Tour 2005                |
| 6         | Call of Duty: Finest Hour                |
| 6         | Colin McRae Rally 2005                   |
| 6         | Far Cry                                  |
| 6         | Football Manager 2005                    |
| 6         | Forgotten Realms: Demon Stone            |
| 6         | Harry Potter i więzień Azkabanu          |
| 6         | Killzone                                 |
| 6         | Kroniki Riddicka: Ucieczka z Butcher Bay |
| 6         | Mario Kart: Double Dash!!                |
| 6         | Onimusha 3: Demon Siege                  |
| 6         | Prince of Persia: Dusza wojownika        |
| 6         | Rome: Total War                          |
| 6         | Second Sight                             |
| 6         | Tom Clancy’s Ghost Recon 2               |
| 6         | WRC 4                                    |

| Nagrody | gra                         |
| ------- | --------------------------- |
| 6       | Grand Theft Auto: Vice City |
| 6       | Half-Life 2                 |
| 3       | Burnout 3: Takedown         |